# Ragonio Venusto
Lucio Ragonio Venusto (in latino Lucius Ragonius Venustus; fl. 238–240) è stato un politico romano.

## Biografia
Venusto era originario del centro veneto di Oderzo, da cui proveniva la gens Ragonia. Lucius Ragonius Urinatius Larcius Quintianus, probabilmente suo nonno, fu il primo della famiglia a giungere al rango senatoriale, sotto l'imperatore Marco Aurelio; dopo il 180 ricevette da Commodo i dona miliaria, mentre qualche anno dopo, ma prima del 193, fu console suffetto. Il console suffetto (attorno all'anno 210) Lucius Ragonius Urinatius Tuscenius Quintianus, cui fa riferimento l'iscrizione CIL VI, 1506, fu probabilmente suo padre, mentre sua moglie, e dunque madre di Venusto, fu probabilmente Flavia Venusta (da cui Venusto prese il nome).
Intorno al 238 fu pretore, nel 240 console.